# Птичье молоко (кулинария)
«Пти́чье молоко́» — название конфет со сбивным корпусом, глазированных шоколадом. Получили популярность в европейских странах. В Советском Союзе был также изобретён торт «Птичье молоко» (с начинкой суфле и шоколадной глазурью).

## Конфеты

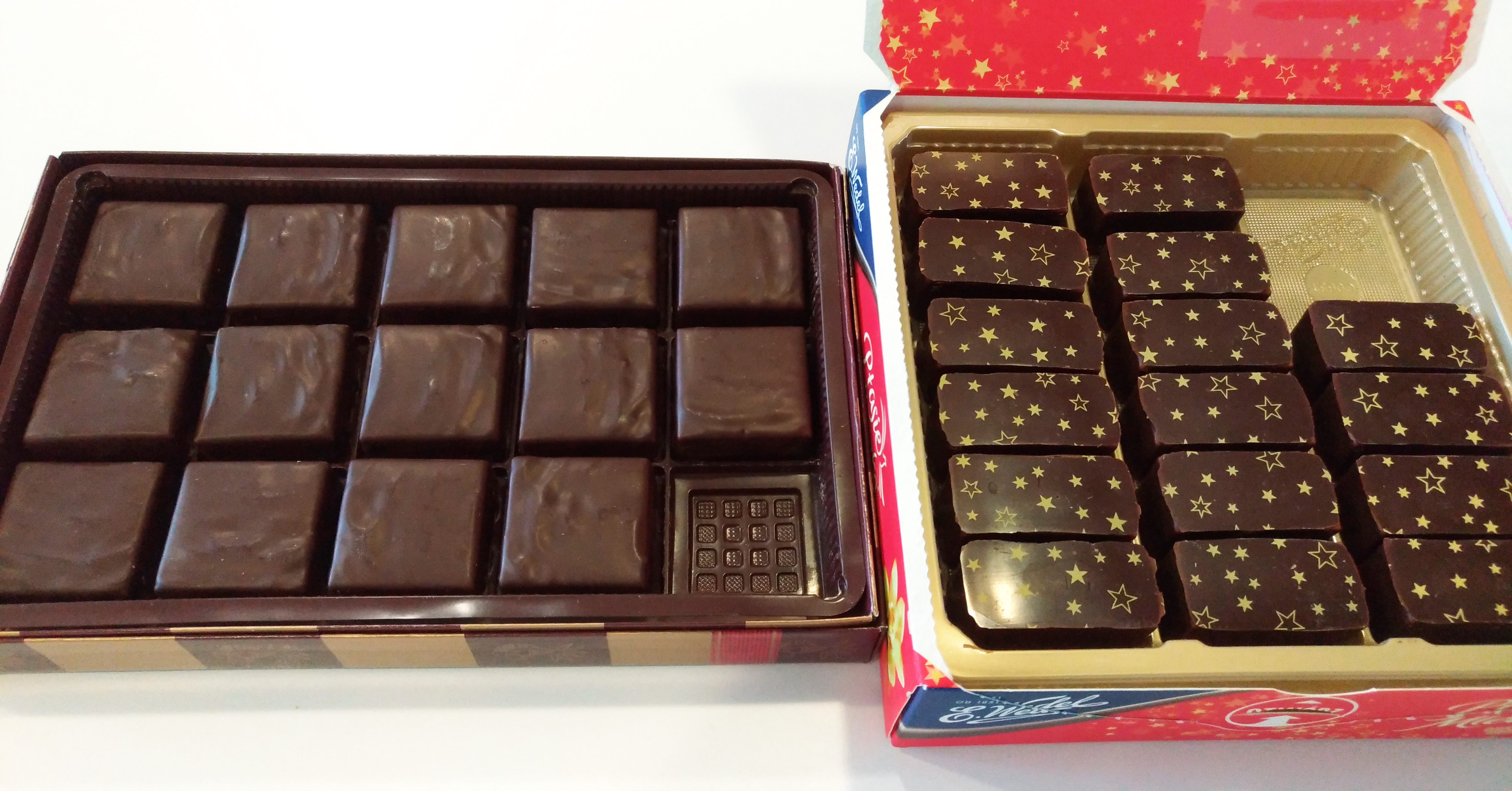
Слева: «Птичье молоко» фабрики «Рот Фронт». Справа: «Ptasie mleczko» фабрики «E. Wedel»

Конфеты с полувоздушной начинкой начала выпускать в Польше в 1936 году варшавская кондитерская фабрика «E. Wedel» («Ведель») под названием ptasie mleczko. Автором рецепта был владелец фабрики Ян Ведель, а название придумали работники фабрики. Традиционные конфеты изготавливают с ванильной начинкой в десертном шоколаде; ассортимент может включать также лимонный, сливочный, кокосовый, шоколадный и другие вкусы.
После поездки министра пищевой промышленности СССР В. П. Зотова в Чехословакию в 1967 году, представители кондитерских фабрик СССР, собравшиеся на московской фабрике «Рот Фронт» получили задание сделать такие же конфеты — по образцу, но без рецепта.

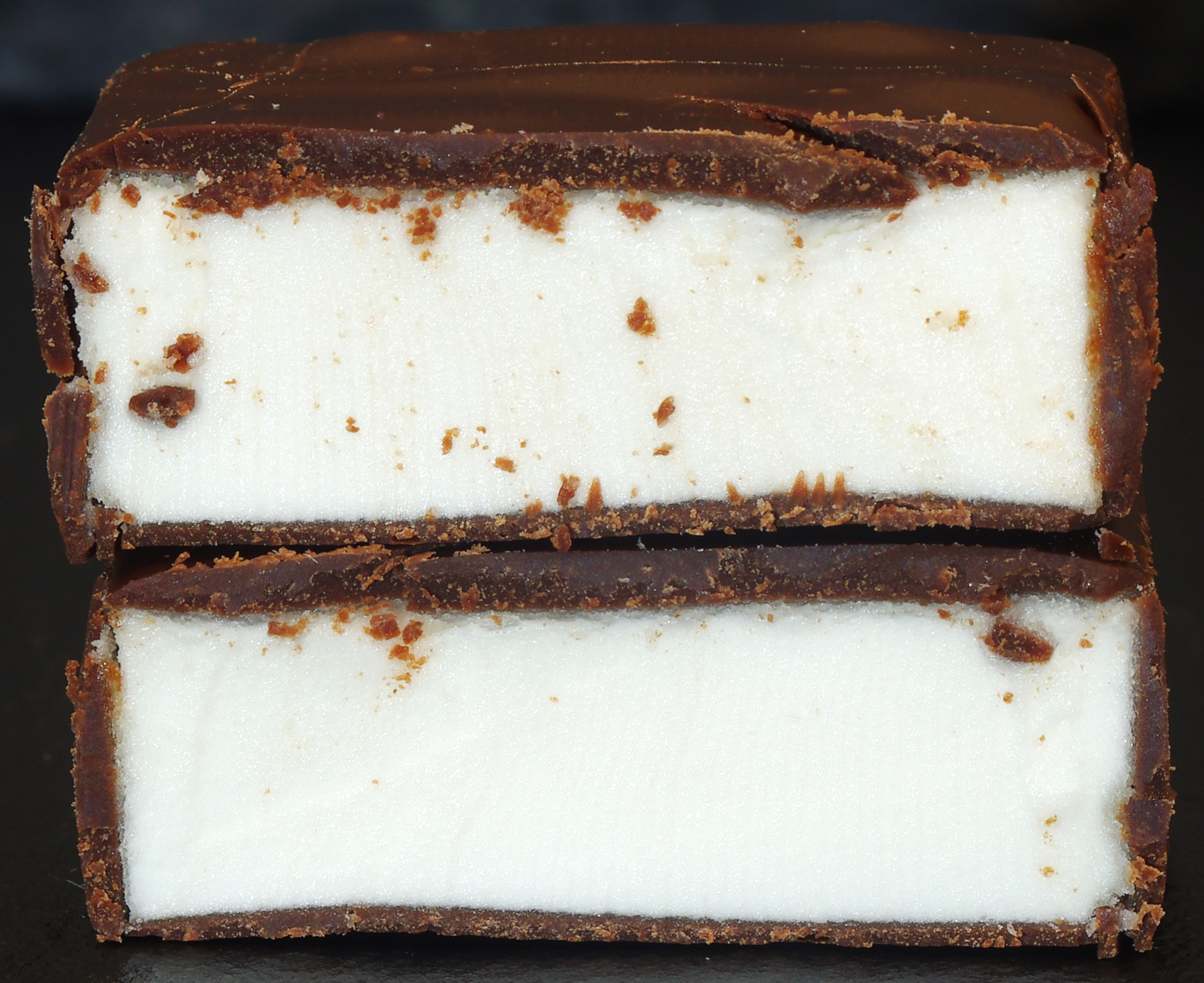
Конфета птичье молоко в разрезе

В 1967 году Владивостокская кондитерская фабрика (технолог — Анна Чулкова) разработала и начала выпускать конфеты «Птичье молоко». Владивостокская фабрика единственная в СССР выполнила план по выпуску этих конфет: было изготовлено 12 тонн, в то время как всем кондитерским предприятиям было дано указание произвести 6 тонн. В дальнейшем благодаря механизации процесса ручного труда и изменению технологии выработки выпуск достигал уже 35 тонн в месяц. Рецептуру и технологию приготовления конфет признали лучшей в СССР. Первые экспериментальные партии «Птичьего молока» выпускала с 1968 года и фабрика «Рот Фронт», но из-за сложной технологии партии были небольшими, рецептурная документация министерством пищевой промышленности СССР не была утверждена. В новое время Владивостокская кондитерская фабрика вынуждена была переименовать конфеты в «Приморские» из-за претензий владельцев торговой марки.
Отличительной особенностью конфет Владивостокской кондитерской фабрики является то, что с 1932 года в её рецептурах используется приморский агар-агар (вытяжка из морской водоросли анфельции). Тогда было обязательно делиться своим опытом. Владивостокская кондитерская фабрика посылала своих мастеров учить технологиям изготовления «Птичьего молока» по всему Дальнему Востоку. Сахалинский кондитерско-макаронный комбинат выпускает конфеты «Птичье молоко» с использованием натурального агар-агара.
Срок годности «классических» конфет — 15 суток. С 1990-х годов рецептуру стали изменять, чтобы уменьшить стоимость ингредиентов и повысить срок годности. Для конфет, изготовленных с использованием консервантов, срок годности устанавливается 2 месяца.

## Торт

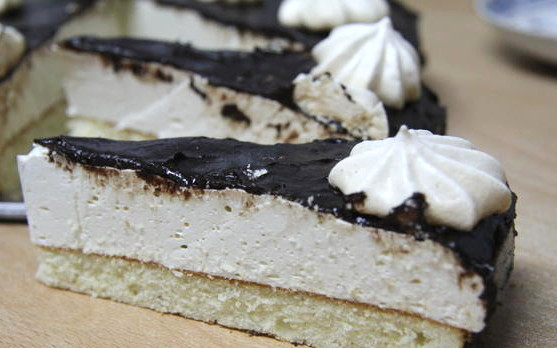
Торт «Птичье молоко» домашнего приготовления

Торт «Птичье молоко» изобретён в 1978 году коллективом кондитерского цеха московского ресторана «Прага» под руководством шеф-кондитера Владимира Гуральника (по другим источникам, торт создал лично В. М. Гуральник в 1974 году). Торт изготавливали из кексового теста, прослоённого кремом на основе сливочного масла, сгущённого молока, сахарно-агарового сиропа и взбитых яичных белков, и покрывали шоколадной глазурью.
На способ приготовления торта по заявке Московского треста ресторанов, ресторана «Прага» и Комбината кондитерских изделий Мосресторантреста в 1982 году выдано авторское свидетельство № 925285; «Птичье молоко» является первым тортом, на который за время существования СССР был выдан патент.
Для производства «Птичьего молока» оборудовали специальный цех, производивший две тысячи изделий в сутки, но торт оставался дефицитом. По свидетельству В. Гуральника, 15-килограммовый торт «Птичье молоко» был специально изготовлен для празднования 70-летия Л. И. Брежнева.
Торт «Птичье молоко» популярен среди русских эмигрантов в США, где его готовят на основе взбитых сливок с использованием желатина.

## Торговая марка

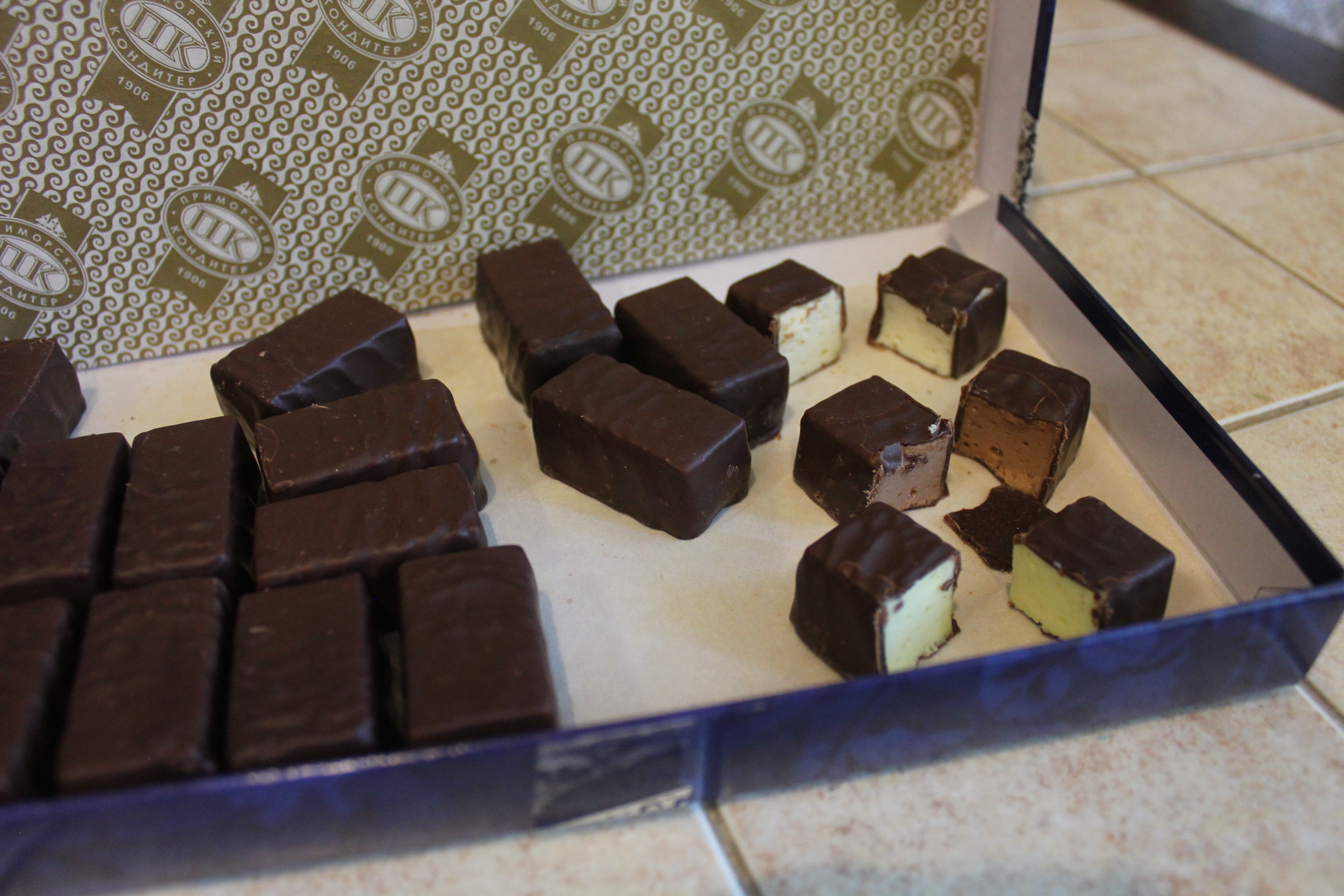
Конфеты «Приморские классические», 2020 г.

В 2010 году компания «E. Wedel» стала правообладателем зарегистрированной торговой марки ptasie mleczko на территории Евросоюза.
На территории Российской Федерации правом на товарный знак «Птичье молоко» с 1993 года владеет ОАО «Рот фронт». На этапе становления института интеллектуальной собственности в России «Рот Фронт» зарегистрировал за собой право на использование в качестве товарных знаков большинство так называемых «советских брендов», так что выпускать продукцию с этой маркой могут только предприятия, входящие в холдинг «Объединённые кондитеры» («Рот Фронт», «Красный Октябрь», «Бабаевский»).
Иные производители продолжают выпускать это изделие, но из-за претензий холдинга «Объединённые кондитеры» были вынуждены сменить название.
Глазированное суфле с составом конфет «Птичье молоко» кроме фабрики «Рот Фронт» производятся также под торговыми марками «Волжская птичка» (Тверь, компания «Тверской кондитер»), «Шарлиз», «Птичьи сказки». Кондитерская фабрика «Акконд» (Чебоксары) выпускает конфеты под торговой маркой «Птица дивная».